# Mnemic
Mnemic es una banda de metal industrial de Dinamarca. Tocan su propio tipo de género metal, que llaman «metal de fusión futurista» que puede describirse como una combinación de metal industrial, groove metal, nu metal, metalcore y death metal melódico. Han citado a Metallica como su grupo favorito y han abierto varios conciertos suyos en Europa en los años 2007 y 2008.
Su cantante anterior, Michael Bøgballe, salió en septiembre de 2005, y fue reemplazado por el cantante de Transport League Tony Jelencovich. El 17 de abril de 2006, se anunció que Jelencovich ya no estaría cantando para Mnemic. El sustituto sería Guillaume Bideau, confirmado recientemente, que había cantado previamente en la banda francesa Scarve.

## Miembros actuales
- Guillaume Bideau – voces (ex-Scarve) (2006–2013)
- Mircea Gabriel Eftemie – guitarras, keyboards (1998–2013)
- Victor-Ray Salomonsen Ronander - guitarras (2011-2013)
- Simone Bertozzi - Bajo (2011-2013)
- Brian Larsen - Batería (2011-2013)

### Exmiembros
- Thomas 'Obeast' Koefod - Bajo (2003–2011)
- Michael Bøgballe – Voces (2001–2005)
- Mikkel Larsen – Bajo(1998–2003)
- Mark Bai - Voces (1998–2001)
- Rune Stigart – guitarra (1999–2011)
- Brian "Brylle" Rasmussen – Batería (1998–2011)

## Discografía
- Mechanical Spin Phenomena (2003)
- The Audio Injected Soul (2004)
- Passenger (2007)
- Sons of the System (2010)
- Mnemesis (2012)

## Vídeos
- 'Ghost' (2003, dirigido por Patrick Ullaeus)
- 'Liquid' (2003, dirigido por Patrick Ullaeus)
- 'Deathbox' (2004, dirigido por Patrick Ullaeus)
- 'Door 2.12' (2004, dirigido por Mathias Vielsäcker y Christoph Mangler )
- 'Meaningless' (2006, dirigido por Patrick Ullaeus)